# Anthornis melanocephala
Il campanaro delle Chatham (Anthornis melanocephala G. R. Gray, 1843) era un uccello della famiglia dei Melifagidi originario delle isole Chatham.

## Descrizione
Il campanaro delle Chatham misurava circa 29 cm di lunghezza. Aveva piumaggio generalmente di colore verde oliva, più chiaro su addome e fianchi; fronte e sommità del capo blu-acciaio, che assumeva una tonalità violacea su gola e lati della testa; ali e coda bruno-nerastre, con margini blu-acciaio. Si differenziava dall'ancora esistente campanaro di Nuova Zelanda (Anthornis melanura) per le maggiori dimensioni e per il fatto di avere la testa di un blu-acciaio più intenso; inoltre, aveva un piumaggio dai toni generali meno giallastri ed era privo della macchia gialla sui fianchi.

## Estinzione

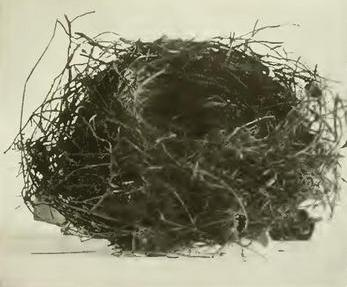
Nido.

La specie venne scoperta da Ernst Dieffenbach durante la sua visita alle isole Chatham nel 1839. Walter Buller ne catturò un esemplare nel 1855, ed essa era ancora comune nel 1871, quando Henry H. Travers ne riscontrò la presenza sulle isole di Chatham, Pitt, Mangere, dove era particolarmente numerosa, e Little Mangere. Venticinque anni dopo la specie era già sull'orlo dell'estinzione, dal momento che un collezionista che abbatté tutti gli esemplari che trovava a fini di lucro dovette faticare parecchio per trovarne alcuni.
Il campanaro delle Chatham scomparve nei primi anni del XX secolo, forse a causa della distruzione degli alberi nativi sui quali viveva. Anche gatti e ratti potrebbero aver contribuito alla sua scomparsa, così come gli avidi collezionisti in cerca di esemplari da museo. Probabilmente scomparve prima da Chatham e Mangere, ma sopravvisse più a lungo su Little Mangere, dove ne venne registrata la presenza di alcune coppie nel 1906. Comunque, nel 1900, Leonard Cockayne, visitando le isole, scoprì che vi erano ancora foreste in abbondanza; infatti, ai tempi della scomparsa dell'uccello l'impatto umano sull'ambiente delle Chatham era relativamente minimo. Comunque siano andate le cose, la specie era con ogni probabilità scomparsa nel 1924, quando Archey e Lindsay ne cercarono invano dei sopravvissuti. È probabile che una malattia introdotta sulle isole abbia rapidamente sterminato questo uccello, dato che esso subì un improvviso declino già prima dell'arrivo dei collezionisti e dell'introduzione di gatti e ratti; anche molti drepanidi delle Hawaii sono scomparsi in modo simile.
Ne rimangono esemplari impagliati ad Auckland e Christchurch (Nuova Zelanda) e a Cambridge, Liverpool e Tring (Inghilterra); uova ad Auckland e Tring; e un unico nido a Christchurch.

## Biologia
Il campanaro delle Chatham nidificava in agosto, settembre e ottobre; il nido veniva costruito sugli alberi o tra la boscaglia, o nel punto centrale della chioma delle felci arboree, a circa 3,5 m dal suolo. L'unico nido giunto fino a noi è fatto di stecchi sottili, erba e radici, e imbottito di erba. Le uova, rosa con grosse macchie bruno-rossastre attorno al polo maggiore, erano in numero di tre per covata. Secondo Henry H. Travers, il canto di questa specie era più vario e intenso di quello del campanaro di Nuova Zelanda.